# Завади-Елцькі
Завади-Елцькі (пол. Zawady Ełckie, нім. Sawadden, 1938-45: Auglitten) — село в Польщі, у гміні Старі Юхи Елцького повіту Вармінсько-Мазурського воєводства.
Населення — 101 особа (2011).
У 1975-1998 роках село належало до Сувальського воєводства.

## Демографія
Демографічна структура станом на 31 березня 2011 року:
|          | Загалом | Допрацездатний вік | Працездатний вік | Постпрацездатний вік |
| -------- | ------- | ------------------ | ---------------- | -------------------- |
| Чоловіки | 44      | 9                  | 32               | 3                    |
| Жінки    | 57      | 15                 | 31               | 11                   |
| Разом    | 101     | 24                 | 63               | 14                   |